# Dysschema titan
Dysschema titan là một loài bướm đêm thuộc phân họ Arctiinae, họ Erebidae.